# Teatro Argentina
Teatro Argentina é um teatro de ópera localizado no Largo di Torre Argentina, uma praça de Roma, Itália. Um dos mais antigos teatros da cidade, foi construído em 1731 e inaugurado em 31 de janeiro do ano seguinte com a ópera "Berenice", de Domenico Sarro. O edifício foi construído sobre parte do Teatro de Pompeu, o local onde foi assassinado Júlio César.

## História
O teatro foi encomendado pela família Sforza Cesarini e projetado pelo arquiteto Gerolamo Theodoli, que desenhou um auditório no tradicional formato de ferradura. O duque Francesco Sforza Cesarini, que dirigiu o Teatro Argentina entre 1807 e 1815, era um fanático pelo teatro que continuou acumulando dívidas até sua morte para satisfazer seus desejos. O Barbeiro de Sevilha, de Rossini, estreou ali em 20 de fevereiro de 1816, logo depois da morte do duque, e, no século XIX, as estreias das mais importantes óperas do mundo foram realizadas ali, incluindo I due Foscari, de Verdi, em 3 de novembro de 1844, e La Battaglia di Legnano em 27 de janeiro de 1849.

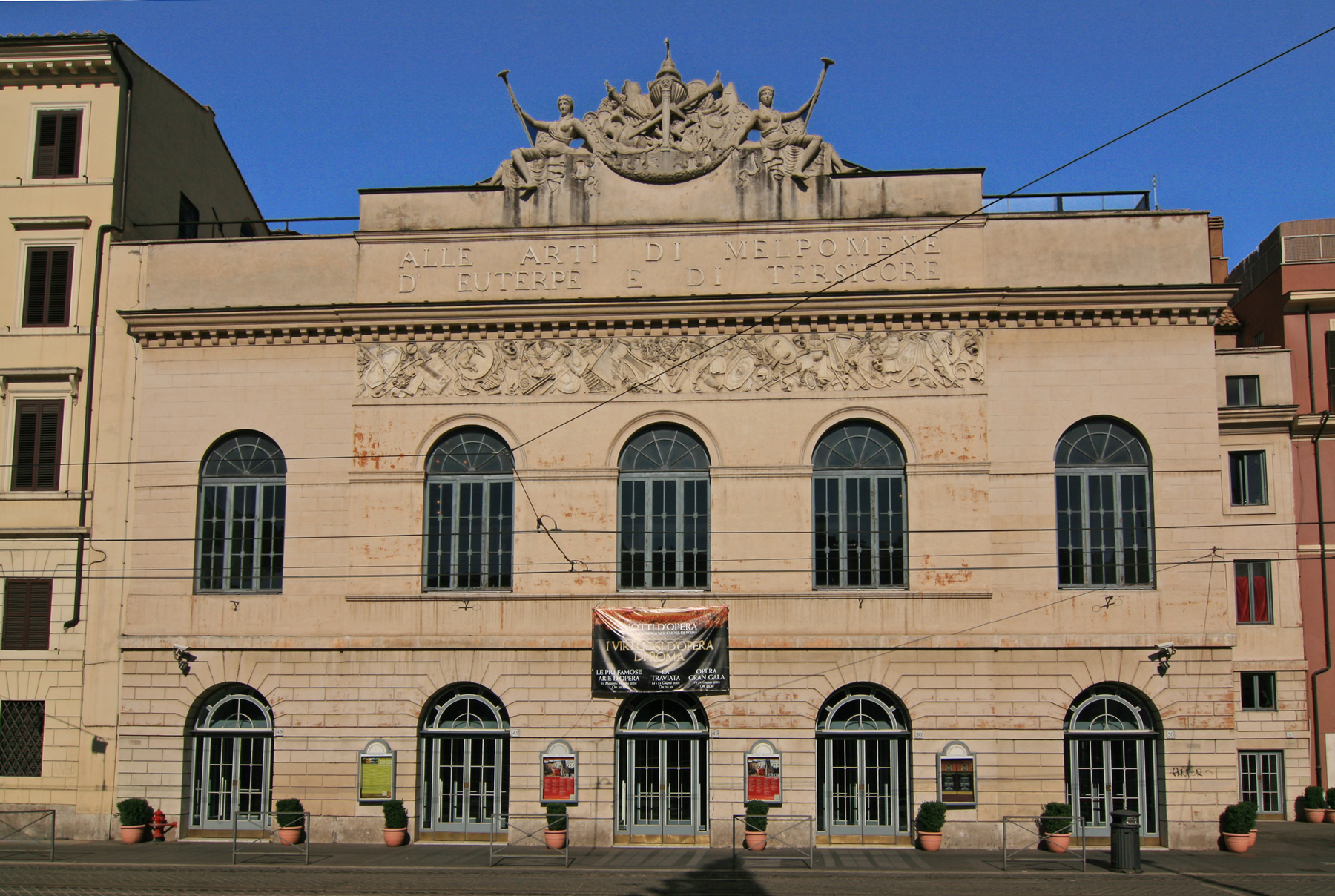
Fachada do teatro, de frente para o Largo di Torre Argentina.

Entre 1919 e 1944, o repertório privilegiou obras musicais em relação às dramáticas, mas ainda assim estrearam ali obras de Pirandello, Ibsen e Gorky neste período. Em 1994, o teatro passou a abrigar a companhia Teatro Stabile, de Roma, atualmente dirigida por Mario Martone, que oferece uma grande variedade de programas, alguns em grande escala, embora o repertório musical e as óperas continuem predominando.

## Arquitetura
O interior do teatro foi construído de madeira com seis andares de, o primeiro com as cadeira e os demais, camarotes no arco da ferradura do auditório e foi restaurado muitas vezes. Sua capacidade é 696 pessoas, incluindo 344 nas cadeiras e mais 352 nos 40 camarotes.
Segundo Plantamura, a acústica do teatro é considerada excelente e que o arquiteto que projetou o teatro de ópera La Fenice, em Veneza, Gianantonio Selva, baseou seu projeto no Teatro Argentina.

Estrutura
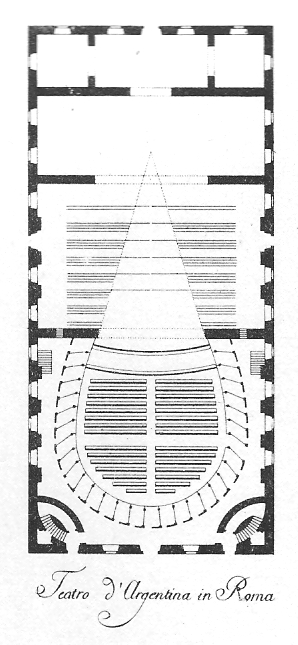
Diagrama do teatro.
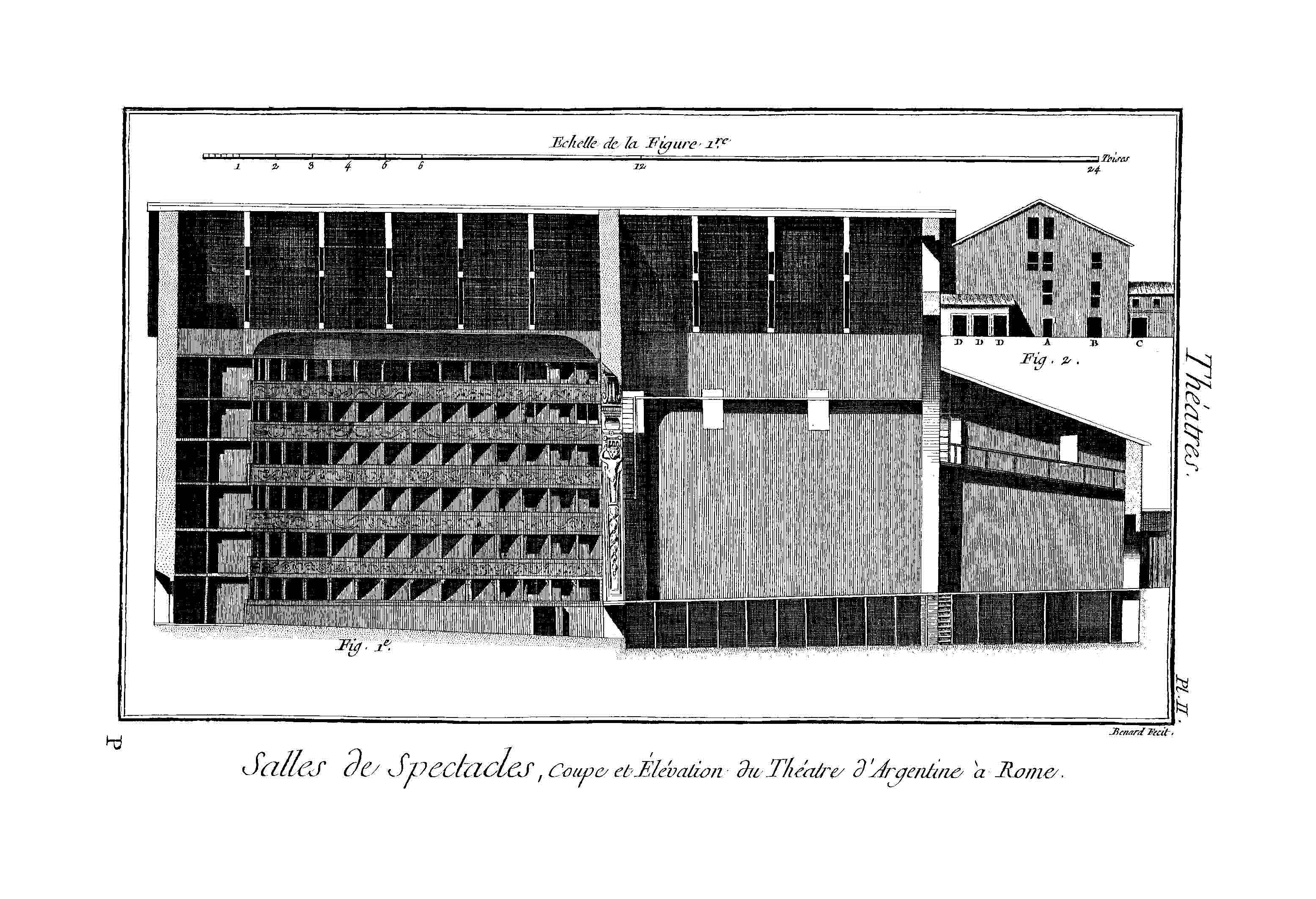
Diagrama na l'Encyclopédie de Diderot et d'Alembert.
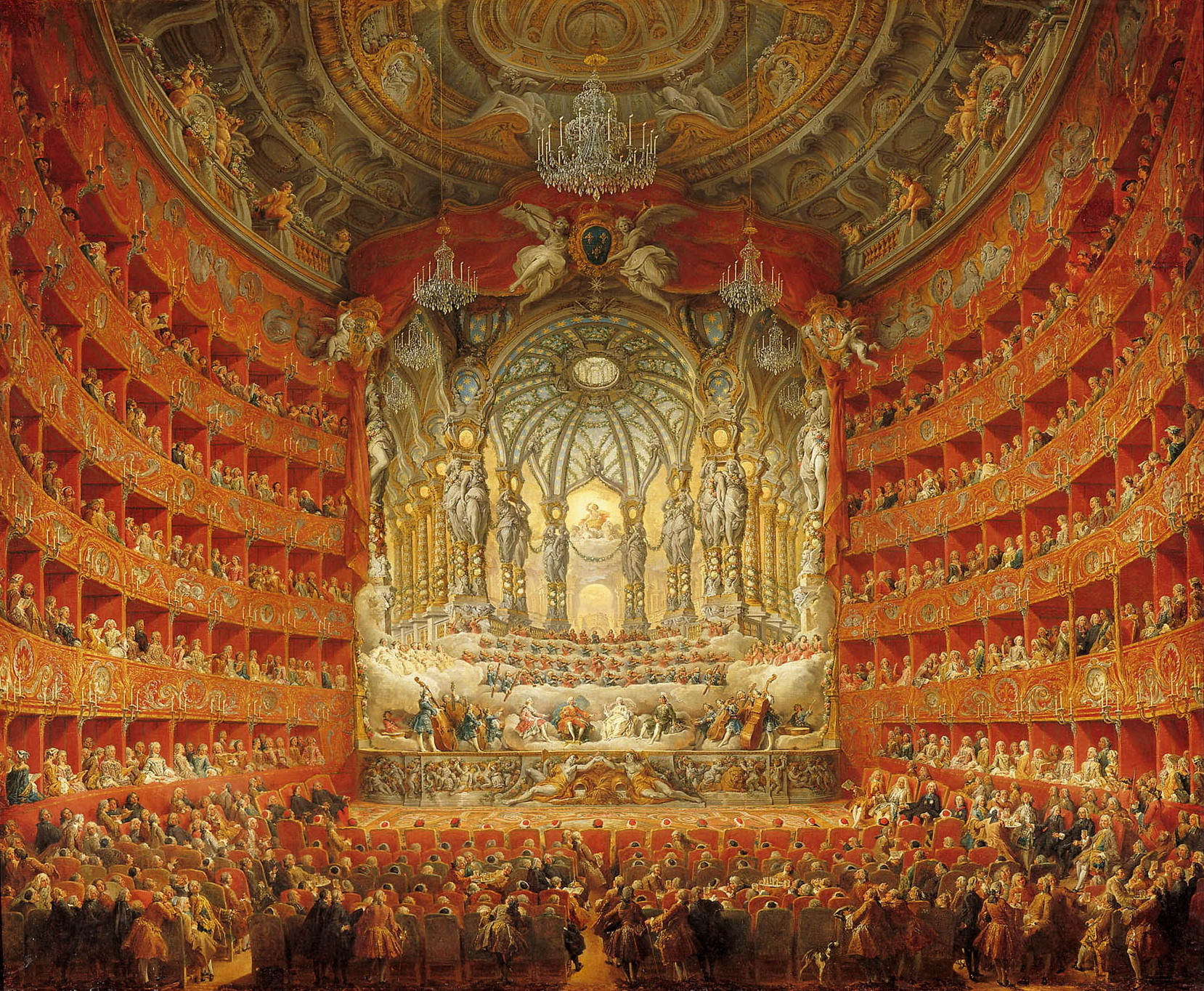
Interior decorado para uma festa em 1747, pintado por Giovanni Paolo Pannini.

## Em outros meios
Na novela "O Conde de Monte Cristo", de Alexandre Dumas, o Teatro Argentina foi o cenário de uma importante cena durante uma performance de Parisina, de Gaetano Donizetti.